# Bill Dickey
 William Malcolm Dickey  (6 de junio de 1907 - 12 de noviembre de 1993) fue un jugador y entrenador de béisbol de Grandes Ligas. Jugó toda su carrera para los New York Yankees (1928-1946), donde disputó nueve Series Mundiales ganando ocho de ellas. Fue elegido para el Salón de la Fama en 1954.

## Carrera en Grandes Ligas
Debutó en las Mayores en 1928 y disputó su primera temporada completa en 1929. Aunque su ofensiva estuvo siempre opacada por los números de Babe Ruth, Lou Gehrig and Joe DiMaggio a finales de la década del 30, Dickey alcanzó algunas de las mejores temporadas a la ofensiva jamás lograda por un receptor. Logró batear más de 20 cuadrangulares e impulsar 100 carreras durante cuatro temporadas consecutivas (1936-1939). Su promedio ofensivo de .362 fue el mayor de la historia de las Grandes Ligas logrado por un receptor (empatado por Mike Piazza (Los Angeles Dodgers) en 1997), hasta ser superado por Joe Mauer (Minnesota Twins) en 2009 con .365.
Dickey destacó por su habilidad para manejar a los lanzadores y su potente brazo. También, fue conocido por su alta competitividad en el terreno. En 1932, Dickey le rompió la mandíbula a Carl Reynolds con un golpe luego de colisionar en la goma y recibió 30 días de suspensión y 1,000 dólares de multa.